# Vojtěch Petr
Vojtěch Petr (4. října 1955 – 8. dubna 2012) byl československý basketbalista. Je zařazen na čestné listině mistrů sportu.

## Hráčská kariéra
V československé basketbalové lize hrál 17 sezón v letech 1972–1989 za kluby Zbrojovka Brno, NHKG Ostrava, Dukla Olomouc a Baník Handlová. Třikrát byl mistrem Československa, čtyřikrát vicemistrem a má čtyři třetí místa. V sezóně 1975/76 byl zařazen do nejlepší pětice hráčů československé ligy basketbalu. V historické střelecké tabulce basketbalové ligy Československa (od sezóny 1962/63 do 1992/93) je na 16. místě s počtem 5746 bodů.  
S týmem Zbrojovka Brno se zúčastnil 5 ročníků evropských klubových pohárů v basketbale, z toho dvakrát Poháru evropských mistrů (1967–1969), třikrát Poháru vítězů pohárů (1971–1974), s týmem NHKG Ostrava jednoho ročníku Poháru vítězů pohárů a jednoho ročníku Koračova poháru. S týmem Brna získal dvě druhá místa v Evropských pohárech (v Poháru mistrů v roce 1968 a v Poháru vítězů pohárů 1974).
Jako hráč reprezentačního družstva Československa byl účastníkem 10 světových a evropských basketbalových soutěží. Za reprezentační družstvo Československa v letech 1973–1983 odehrál 251 zápasů, z toho na Olympijských hrách – včetně kvalifikace na OH, Mistrovství světa a Mistrovství Evropy celkem 59 zápasů, v nichž zaznamenal 315 bodů.
Zúčastnil se Olympijských her 1976 v Montrealu (6. místo), když předtím s týmem Československa v kvalifikaci v Hamiltonu, Kanada před OH 1976 si vybojoval účast na Olympijských hrách. Startoval na třech Mistrovství světa 1974 v Portoriku (10. místo), 1978 v Manile, Filipíny (9. místo) a 1982 v Kolumbii (10. místo).
Zúčastnil se dvou Mistrovství Evropy juniorů 1972 a 1974 a pěti Mistrovství Evropy mužů – 1973 v Barceloně (4. místo), 1977 v Lutychu, Belgie (3. místo), 1979 v Turínu, Itálie (4. místo), 1981 v Praze (3. místo) a 1983 v Nantes, Francie (10. místo). S basketbalovou reprezentací Československa získal na Mistrovství Evropy dvě bronzové medaile a dvě čtvrtá místa.

### Kluby –liga
- 1972–1980 Spartak/Zbrojovka Brno: 3× mistr (1976–1978), 4× vicemistr (1973, 1975, 1979, 1980), 3. místo (1973), 4. místo (1974)
- 1980–1983 NHKG Ostrava: 2× 3. místo (1982, 1983), 6. místo (1981)
- 1983–1984 Dukla Olomouc: 3. místo (1984)
- 1984–1986 NHKG Ostrava: vicemistr (1986),4. místo (1985)
- 1987–1989 Baník Handlová: 9. místo (1988), 7. místo (1989)
- 1989–1991 ADW Berlín (Německo – 2. liga) – 1990 mistr NDR [pozn. 1]
- 1991–1992 BC Nový Jičín (2. liga)
- V československé basketbalové lize celkem 17 sezón (1972–1991) a 5746 bodů (16. místo) a 11 medailových umístění
- 3× mistr Československa (1976–1978), 4× vicemistr: (1975, 1979, 1980, 1986), 4× 3. místo: (1973, 1982, 1983)
- 1× v nejlepší pětce sezóny „All stars“ v sezóně 1975/76

### Evropské poháry klubů
- Zbrojovka Brno
  - Pohár evropských mistrů – 1976–77 (semifinálová skupina), 1977–78 (čtvrtfinálová skupina), 1978–79 (čtvrtfinálová skupina)
  - Pohár vítězů pohárů – 1973–74 (2. místo)
- NHKG Ostrava
  - Pohár vítězů pohárů – 1984–85 (osmifinále UBSC Landis&Gyr Wien)
  - FIBA Pohár Korač – 1982–83 (4. ve čtvrtfinálové skupině),

### Československo
- Předolympijská kvalifikace – 1976 Hamilton, Kanada (55 bodů, 8 zápasů) 2. místo a postup na OH
- Olympijské hry – 1976 Montreal (26 bodů /6 zápasů) 6. místo
- Mistrovství světa – 1974 Portoriko (19 bodů /5 zápasů) 10. místo – 1978 Manila, Filipíny (23 /6) 9. místo – 1982 Kolumbie (34 /6) 10. místo
- Celkem na třech Mistrovství světa 76 bodů v 17 zápasech
- Mistrovství Evropy juniorů – 1972 Zadar, Jugoslávie (39 bodů/7 zápasů) 5. místo, 1974 Orléans, Francie (93 /9) 9. místo
- Mistrovství Evropy – 1973 Barcelona, Španělsko (27 bodů, 6 zápasů) 4. místo, 1977 Lutych, Belgie (50 /5) 3. místo, 1979 Turín, Itálie (32 /5) 4. místo, 1981 Praha (41 /7) 3. místo, 1983 Nantes, Francie (8 /5 zápasů) 10. místo
- na pěti Mistrovství Evropy celkem 128 bodů ve 24 zápasech
- za reprezentační družstvo Československa v letech 1973–1983 hrál celkem 251 zápasů, z toho na světových a evropských soutěžích 59, v nichž zaznamenal 315 bodů